# 코드네임 X
《코드네임 X》는 강경수의 만화 소설(그래픽 노블)을 원작으로 해서 사이드9가 제작한 대한민국의 애니메이션이다. KBS 1TV에서 2023년 4월 8일부터 11월 4일까지 방영했다.  김삼 화백의 만화가 원작인 〈소년 007-은하 특공대〉(1980) 이후 40여 년이 지나서야 나온 첩보 애니메이션이다.

## 방송 일정
| 방송 채널 | 방송일                    | 방송 시간 |
| --------- | ------------------------- | --------- |
| KBS 1TV   | 2023년 4월 8일 ~ 11월 4일 | 종료      |

## 등장인물
- 강파랑(=코드네임 X)
- 바이올렛(=이순심=코드네임 V)
- 스카우터 9
- 불타는 남자
- 코드네임 R
- 지은(=코드네임 I)
- 푸들 비서
- 커트 러브
- 시리우스 K(=코드네임 K)
- 나르
- 불독 국장
- 가젤
- 페이롱
- 다마네기

## 목소리 출연
- 심규혁: 강파랑(=코드네임 X)
- 사문영: 바이올렛(=이순심=코드네임 V)
- 전태열: 스카우터 9
- 이현: 불타는 남자
- 석승훈: 코드네임 R
- 원에스더: 지은(=코드네임 I)
- 허성재: 불독 국장
- 오주희: 푸들 비서
- 김보나: 커트 러브
- 최승훈: 시리우스 K(=코드네임 K)
- 정의진: 나르
- 오해성: 가젤
- 이다은: 페이롱
- 정의택: 다마네기

## 제작진
- 책임프로듀서: 김자현(1화), 손수희(2~26회), (KBS판만)
- 프로듀서: 목훈 (KBS판만)
- 제작 총괄: 이진훈
- 총감독: 한충헌
- CG 슈퍼바이저: 권기전
- 프로듀서: 도수상
- 라인 프로듀서: 김인선, 이지선
- 조연출: 문규정, 박윤희
- 시나리오 / 각본 : 한충헌, 박지연, 이밝음, 이경화, 곽희빈, 이한아
- 스토리보드: 김영범, 이영기, 김형선, 다올, 자초, 이환희
- 컨셉디자인 (유료방송판) → 콘셉트디자인 (KBS판): 김혜은, 김정효, 배성용, 정하은, 이주현, 최혜연, 조연우
- 모델링 슈퍼바이저: 이동하
- 모델링: 김은진, 이성민, 최철연
- 리깅: 양진영, soo
- 애니메이션 슈퍼바이저: 권기전
- 리드 애니메이터: 장휘
- 애니메이터: 송영범, 전수민, 정기성, 김서영, 김민정, 황지원, 김병국, 이소라, 김훈구
- 라이팅/합성 슈퍼바이저: 김성곤
- 리드 라이팅 / 합성: 노창희, 홍우택
- 라이팅 / 합성: 구자열, 지예문
- 음악 감독: 김정우(TOXIC), 안감독
- 음악 조감독: 임성훈, 양성훈
- 효과음/ 믹싱: 오주희, 박희경, 안호성, 박일용, 홍태경
- 오프닝 보컬: 이형규
- 엔딩 보컬: Danny.B
- 제작협력: 엔틱 (김지용, 신명철, 강원우, 백창엽, 이재두, 조미래, 김미성, 백주영, 이정찬, 신영주), 원더스카이 (김수영, 홍영섭, 송왕근, 안진웅, 홍정화, 심상윤), 민트토이 (강의현, 김홍, 강경한, 정윤지, 조아라, 양희정), 웨일스튜디오 (이정현, 김다은, 최연수), 애니프리덤 (이희민), 도와쥐타보 (김창수, 이지현), 그래프로 (홍종광), 상단스튜디오 (김범윤, 엄성재, 하유진, 김승아, 최승주, 김호영, 나한별, 김보경, 조아영), 긱스 (김동규, 김정현), 오닐코믹스 (이승일), 운터그라프 (정병의), 302 플래닛 (김정범, 백혜진), 오즈사운드랩 (박희경, 오주희, 안호성, 박일용, 홍태경), 웨스토 (김은화, 류호경, 진선미, 송세미, 박세준, 윤영민, 박성빈)
- 제작투자: 서울랜드, 시공사, 스마트스터디벤처스, JASON ANIME, 한국콘텐츠진흥원
- 홈페이지: KBS미디어 김연재 (KBS판만)
- 자막디자인: 황은서 (KBS판만)
- 종합편집: 조경익 (KBS판만)
- 조연출: 차한결 (KBS판만)
- 연출: 목훈 (KBS판만)
- 기획: KBS (KBS판만), CJ ENM, Tooniverse (유로방송판)
- 제작: 사이드9
- 배급 제공: 사이드9 SIDE 9
- COPYRIGHT © 2023 / 2024 ~ KANGGYEONGSU/SIDE9 사이드9/SEOULLAND 서울랜드/SIGONGSA 시공사/스마트스터디벤처스/Jason Anime All rights reserved

## 주제가
오프닝 테마 「MAZE」
BGM 작곡: 김정우, 안감독, Nuh, ISH / 작사·작곡·편곡: 김정우 / 노래: 이형규
엔딩 테마 「UNIVERSE」
BGM 작곡: 김정우, 안감독, Nuh, ISH / 작사·작곡·편곡: 김정우 / 노래: Danny.B

## 방영 목록

### 코드네임 X
| 회차       | 제목                              | 방송 일자        |
| ---------- | --------------------------------- | ---------------- |
| 1화        | 암호명은 코드네임 X               | 2023년 4월 8일   |
| 2화        | 누구야, 넌? 혹시 우리 편?         | 2023년 4월 15일  |
| 3화        | 비밀스러운 첩보국, MSG            | 2023년 4월 29일  |
| 4화        | 미션! 비밀편지를 되찾아라         | 2023년 5월 6일   |
| 5화        | 함정의 함정의 함정                | 2023년 5월 13일  |
| 6화        | 긴급상황 발생! MSG의 침입자       | 2023년 5월 20일  |
| 7화        | 그 이름은 바로 불타는 남자        | 2023년 5월 27일  |
| 8화        | 살금살금 잠입 대작전              | 2023년 6월 3일   |
| 9화        | 락앤롤! 커트 러브의 콘서트        | 2023년 6월 10일  |
| 10화       | 부서지지 않는 남자, 더 락         | 2023년 6월 17일  |
| 11화       | 앗 뜨거! 타오르는 불을 꺼라       | 2023년 6월 24일  |
| 12화       | 마가린 빌딩엔 제가 갈게요         | 2023년 7월 1일   |
| 13화       | 이번 임무는 일류 요리사 되기      | 2023년 7월 8일   |
| 14화       | 마감 임박! 스피드 마켓            | 2023년 7월 22일  |
| 15화       | 2라운드, 재료 쟁탈전              | 2023년 7월 29일  |
| 16화       | 오싹오싹 수상한 냉장고 탐색 작전  | 2023년 8월 5일   |
| 17화       | 아주 특별한 시상식을 준비했습니다 | 2023년 8월 12일  |
| 18화       | 진짜 첩보원은 울지 않아           | 2023년 8월 19일  |
| 19화       | 잘 부탁해요, 최고의 천재요원님    | 2023년 8월 26일  |
| 20화       | 코드네임 R의 어질어질 곡예 비행   | 2023년 9월 2일   |
| 21화       | 13호의 마지막 임무                | 2023년 9월 9일   |
| 22화       | 코스모의 숨겨진 계획              | 2023년 9월 23일  |
| 23화       | 안녕, 나의 바이올렛               | 2023년 10월 14일 |
| 24화       | 대위기! 자이언트 이빌P의 등장     | 2023년 10월 21일 |
| 25화       | 결전! MSG와 코스모                | 2023년 10월 28일 |
| 최종화(26) | 작전은 아직 끝나지 않았어         | 2023년 11월 4일  |

## 수상
- 2023 대한민국 콘텐츠대상 애니메이션 부문: 문화체육관광부장관상[2]